# Đài Châu Âu Tự do/Đài Tự do
Đài Âu Châu Tự do/Đài Tự do (tiếng Anh: Radio Free Europe/Radio Liberty (RFE/RL)) là một cơ quan truyền thông do Quốc hội Hoa Kỳ tài trợ. Cơ quan truyền thông này cung cấp các tin tức, thông tin và phân tích thời sự tại các quốc gia Đông Âu, Kavkaz, Trung Á và Trung Đông "nơi mà dòng chảy tự do của thông tin bị chính quyền cấm đoán hay không được phát triển đầy đủ". RFE/RL chịu sự quản lý của Broadcasting Board of Governors, một cơ quan liên bang của chính phủ Hoa Kỳ chịu trách nhiệm giám sát tất cả các đơn vị truyền thông quốc tế của Mỹ.
Đài châu Âu Tự do/Đài Tự do được thành lập như là một nguồn tuyên truyền chống cộng trong thời kỳ Chiến tranh Lạnh, RFE/RL từng có trụ sở tại Englischer Garten ở München, Đức từ 1949 đến 1995. Năm 1995, trụ sở của đài chuyển về Praha, Cộng hòa Séc. Các hoạt động tại châu Âu của đài đã suy giảm đáng kể từ sau khi kết thúc Chiến tranh Lạnh. Tại trụ sở hiện nay, đài hiện duy trì 20 ban ngôn ngữ trên khắp các vùng truyền thông của đài, cùng với văn phòng tại Washington, D.C. RFE/RL hiện phát sóng bằng 28 ngôn ngữ  tới 21 quốc gia, trong đó có Nga, Iran, Afghanistan, Pakistan, và Iraq.

## Lịch sử ban đầu

### Đài châu Âu Tự do
Đài châu Âu Tự do được thành lập và phát triển trong những năm đầu thông qua những nỗ lực của Ủy ban Quốc gia vì một châu Âu Tự do (NCFE), một cơ quan chống cộng của Hoa Kỳ được thành lập năm 1949 tại Thành phố New York. Ủy ban bao gồm một danh sách các công dân Hoa Kỳ đầy quyền lực như nguyên đại sứ và chủ tịch đầu tiên của NCFE Joseph Grew; giám đốc Cơ quan Tình báo Trung ương Hoa Kỳ (CIA) Allen Dulles; cựu nhân viên ngoại giao Dewitt Wallace và đồng sáng lập Tạp chí Quan điểm Công cộng Dewitt Clinton Poole; nổi bật là chủ tịch ngân hàng đầu tư New York Frank Altschul. Sứ mệnh của họ là hỗ trợ người tị nạn và cung cấp cho họ một phương tiện hữu ích để bày tỏ quan điểm và sự sáng tạo của mình. NCFE phân chia các chương trình của mình thành ba phần: các mối quan hệ với những người lưu vong, phát thanh, và tiếp xúc với người Mỹ. Mặc dù các mối quan hệ với người lưu vong ban đầu là ưu tiên số một, Đài châu Âu Tự do (RFE) là cơ quan lớn nhất của NCFE sau đó.
RFE được phát triển với niềm tin rằng Chiến tranh Lạnh cuối cùng vẫn là đấu tranh chính trị hơn là hành động vũ trang. Các nhà hoạch định chính sách Mỹ như George Kennan và John Foster Dulles đã thừa nhận rằng Chiến tranh Lạnh về bản chất là một chiến đấu về ý thức hệ. Hoa Kỳ thông qua hành động của CIA, đã hỗ trợ một danh sách dài các kế hoạch để chống cộng sản tại châu Âu và các nước đang phát triển.
Ngoài ra chương trình phát sóng thường kỳ RFE còn nổi tiếng với hoạt động thả khinh khí cầu (1951-1956), một dự án liên quan đến việc thả các tờ rơi tuyên truyền chống Cộng bằng khinh khí cầu Các khinh khí cầu với nhiều tờ truyền đơn đã lơ lửng trên không khí rồi vượt qua Bức màn sắt để đi vào Đông Âu. Bản chất của các tờ truyền có sự khác nhau, và bao gồm các lời nhắn về sự hỗ trợ và động viên cho những người dân đang đau khổ dưới sự đàn áp của cộng sản, châm biếm và chỉ trích các chế độ cộng sản và các nhà lãnh đạo cộng sản, thông tin về phong trào bất đồng chính kiến và các chiến dịch nhân quyền, và các thông điệp thể hiện sự đoàn kết của người dân Mỹ với cư dân của các quốc gia Đông Âu. Dự án tiến hành một cách công khai nhằm để củng cố danh tiếng cho Đài châu Âu Tự do như là một đài phát thanh truyền hình chống cộng.

### Đài Tự do
Đài Tự do (Radio Liberty) vốn được gọi là Đài Phát thanh Giải phóng (Radio Liberation) được Ủy ban Hoa Kỳ về Giải phóng người dân Nga (Amcomlib) thành lập vào năm 1951. Amcomlib là một tổ chức được CIA hỗ trợ và tương tự như NCFE nhưng liên hệ với những người lưu vong từ Liên Xô. Đài Tự do bắt đầu phát sóng từ Lampertheim vào ngày 1 tháng 3 năm 1953, đài đạt được một lượng khán giả đáng kể khi đưa tin về cái chết của Joseph Stalin bốn ngày sau đó. Tới năm 1954, Đài Tự do đã phát sóng 6 đến 7 tiếng mỗi ngày bằng 11 ngôn ngữ. Đài có trụ sở tại Sân bay Oberwiesenfeld ở ngoại ô München.
Cả hai đài đều gặp phải nhiều thách thức về mặt kỹ thuật khi cố gắng tiếp cận với những thính giả mà họ nhắm tới. Năm 1951, RFE bổ sung một trạm phát sóng ngắn truyền đi từ Lampertheim với các chương trình phát sóng truyền đi từ một cơ sở tại Glória. Năm 1955 Đài Tự do bắt đầu truyền sóng các chương trình đến khu vực miền đông nước Nga qua trạm sóng ngắn tại Đài Loan. Năm 1959 Đài Tự do đã bắt đầu phát sóng từ trạm sóng ngắn tại Playa de Pals, Tây Ban Nha.

## Những năm chiến Tranh Lạnh
Đài châu Âu Tự do đóng một vai trò quan trọng trong thời kỳ chiến tranh lạnh tại Đông Âu. Thính giả của đài đã tăng lên đáng kể sau khi cuộc nổi dậy năm 1953 tại Đông Đức thất bại và công khai việc đào tẩu của Józef Światło. Việc đưa tin của ban tiếng Hungary về Biểu tình Poznań 1956 tại Ba Lan được cho là đã truyền một nguồn cảm hứng cho cuộc cách mạng Hungary.
Ban tiếng Hungary của Đài châu Âu Tự do đã bị cáo buộc đưa tin thiếu thận trọng trong cuộc cách mạng 1956 ở Hungary bằng cách khiến thính giả Hungary của đài đã hy vọng sai lầm vào sự trợ giúp quân sự của phương Tây. Tuy nhiên, điều tra sau đó với sự tham gia của Đài đã xóa bỏ lời cáo buộc, tuy nhiên cũng kêu gọi thận trọng hơn trong chương trình phát sóng của đài. Đơn vị Phân tích Truyền thông của Đài châu Âu Tự do đã được thành lập để bảo đảm rằng việc truyền đạt thông tin là chính xác và chuyên nghiệp trong khi vẫn duy trì tính tự do của nhà báo.
Vào cuối những năm 1960, một biến động trong ban Tiệp Khắc đã dẫn đến một số thay đổi lớn trong cấu trúc của tổ chức. Trụ sở chính tại New York tỏ ra không còn hiệu quả để có thể quản lý văn phòng con tại München, và kết quả là trách nhiệm quản lý chủ yếu đã được chuyển đến München, Đài châu Âu Tự do trở thành một tổ chức có trụ sở tại châu Âu.
Chương trình phát sóng của Đài thường bị cấm ở Đông Âu và các cầm quyền cộng sản đã sử dụng kỹ thuật gây nhiễu tinh vi trong nỗ lực để ngăn chặn công dân của họ lắng nghe chương trình của đài. Lãnh đạo Công đoàn Đoàn kết Ba Lan Lech Wałęsa và nhà cải cách Nga Grigory Yavlinsky sau này đã nhớ lại rằng họ đã bí mật nghe các chương trình phát sóng mặc dù bị gây nhiễu nặng.
Các chính phủ Cộng sản cũng đã gửi các gián điệp để thâm nhập vào trụ sở của Đài châu Âu Tự do. Mặc dù một số nhân viên như vậy đã làm việc trong thời gian dài, các cơ quan chính phủ đã không khuyến khích các điệp viên của họ gây rối loạn các hoạt động phát sóng, vì sợ rằng điều này có thể khơi dậy sự nghi ngờ và làm giảm đi mục đích ban đầu của họ là thu thập thông tin về hoạt động của đài. Năm 1965-1971, một điệp viên của Służba Bezpieczeństwa (cơ quan an ninh cộng sản Ba Lan) đã thành công trong việc thâm nhập vào đài là Đại úy Andrzej Czechowicz. Theo nguyên trưởng ban tiếng Ba Lan của Đài Tiếng nói Hoa Kỳ Ted Lipien ", Czechowicz có lẽ là gián điệp nổi tiếng nhất thời Ba Lan cộng sản vẫn hoạt động gián điệp trong khi làm việc tại Đài châu Âu Tự do vào cuối những năm 1960. Về mặt kỹ thuật, ông không phải là một nhà báo. Với vai trò là một nhà sử học được đào tạo, ông làm việc trong ban phân tích truyền thông của Đài châu Âu Tự do tại München. Sau hơn năm năm, Czechowicz trở lại Ba Lan vào năm 1971 và tham gia vào các chương trình nhằm mục đích cản trở Đài châu Âu Tự do và chính phủ Hoa Kỳ." Sự cố gián điệp khác cũng bao gồm một nỗ lực thất bại của một nhân viên tình báo Tiệp Khắc (STB) vào năm 1959 để đầu độc vào các máy khuấy nước muối trong quán ăn tự phục vụ của tổ chức.
CIA ngừng tài trợ cho Đài châu Âu Tự do và Đài Tự do vào năm 1972. Năm 1974, hai đài nằm dưới sự kiểm soát của một tổ chức gọi là Hội đồng quản trị phát thanh truyền hình Quốc tế (BIB). BIB được lập ra để nhận ngân sách từ Quốc hội, cung cấp chúng cho ban giám đốc đài phát thanh, và giám sát việc trích quỹ. Năm 1976, hai đài sáp nhập để hình thành Đài châu Âu Tự do/Đài Tự do (RFE/RL) và thành lập thêm ba ban ngôn ngữ Baltic.

## Đánh bom trụ sở năm 1981
Ngày 21 tháng 2 năm 1981, trụ sở tại Müchen của RFE/RL đã bị tấn công bởi một quả bom lớn, gây thiệt hại 2.000.000 Đô la Mỹ. Một vài nhân viên bị thương, nhưng không có tử vong. Các tài liệu của Stasi (mật vụ Đông Đức) được tiết lộ sau năm 1989 đã chỉ ra rằng vụ đánh bom được thực hiện bởi một nhóm dưới sự chỉ đạo của Ilich Ramírez Sánchez và được cung cấp tài chính từ Nicolae Ceauşescu, Tổng bí thư Romania.

## Thập kỷ 1980 và sự sụp đổ của Liên Xô và Đông Âu
Hỗ trợ cho Đài châu Âu Tự do/Đài Tự do đã tăng lên trong thời kỳ chính quyền Reagan. Tổng thống Ronald Reagan, một người chống cộng nhiệt thành, đã thúc đẩy đài gia tăng việc chỉ trích các chế độ cộng sản. Điều này đã trở thành một thách thức đối với chiến lược phát sóng của Đài châu Âu Tự do/Đài Tự do, vốn đã rất thận trọng kể từ khi có những tranh cãi về vai trò của nó trong cuộc Cách mạng Hungary.
Trong thời kỳ Mikhail Gorbachev tại Liên Xô, các đài phát thanh đã làm việc cùng với chính sách glasnost (cởi mở) và được hưởng lợi đáng kể từ sự cởi mở của chế độ Xô Viết. Gorbachev đã ngừng việc gây nhiễu các chương trình phát sóng của các đài phát thanh nước ngoài, các chính trị gia và quan chức bất đồng chính kiến có thể được tự do trả lời phỏng vấn các đài phát thanh mà không lo sợ khủng bố hoặc phạt tù. Năm 1990 Đài Tự do trở thành đài phát thanh phương Tây được nghe nhiều nhất tại Liên Xô. Tin tức của đài về Cuộc đảo chính Xô viết năm 1991 đã làm phong phú các tin tức thưa thớt trong nước về sự kiện và thu hút một lượng khán giả rộng rãi khắp khu vực. Các chương trình phát sóng cho phép Gorbachev và Boris Yeltsin giữ liên lạc với người dân Nga trong suốt thời kì hỗn loạn này. Boris Yeltsin sau đó bày tỏ lòng biết ơn của mình thông qua một nghị định cho phép chủ tịch Đài Tự do cho mở một văn phòng thường trú tại Moskva.
Đài châu Âu Tự do/Đài Tự do cũng đóng một vai trò quan trọng trong cuộc Cách mạng Nhung năm 1989, với kết quả là đã kết thúc chế độ cộng sản tại Tiệp Khắc. Sau các cuộc biểu tình ngày 17 Tháng 11 và sự đàn áp tàn bạo của cảnh sát chống bạo động Tiệp Khắc, ban Tiệp Khắc của Đài châu Âu Tự do/Đài Tự do đã loan tin một sinh viên tên là Martin Šmid đã bị giết chết trong các vụ đụng độ. Mặc dù ghi nhận này sau đó được thẩm định là sai lầm - Šmid còn sống và câu chuyện được cho là được tạo ra bởi nhiều nguồn đã truyền cảm hứng cho người dân Tiệp Khắc tham gia các sự kiện lớn hơn về sau và cuối cùng là khiến chế độ cộng sản sụp đổ. Khi nghe về câu chuyện, Đài châu Âu Tự do/Đài Tự do không phát nó ngay lập tức, nhưng cố gắng để tìm thấy một nguồn chứng thực thứ hai cho câu chuyện theo chính sách chính thức của Đài châu Âu Tự do/Đài Tự do. Trong khi một nguồn thứ hai không được tìm thấy, Đài châu Âu Tự do/Đài Tự do cuối cùng quyết định phát câu chuyện về cái chết của Šmid sau khi nó đã được dưa tin từ các cơ quan tin tức lớn, bao gồm Reuters, AP, và Tiếng nói Hoa Kỳ.
Ngoài ra, Pavel Pechacek, giám đốc ban Tiệp Khắc của Đài châu Âu Tự do/Đài Tự do vào thời điểm đó do nhầm lẫn nên đã được cấp thị thực nhập cảnh vào Tiệp Khắc trước khi các cuộc biểu tình diễn ra. Ông tường thuật trực tiếp cuộc biểu tình tại Quảng trường Wenceslas, và hầu như các chỉ bao gồm các sự kiện đầy đủ, công khai bằng tiếng Séc cho thính giả Séc.
Ngày 31 tháng 1 năm 2004, Đài châu Âu Tự do/Đài Tự do đã khai trương chương trình phát sóng Nam Tư cũ bằng tiếng Serbo-Croatia (Serbia-Croatia-Bosnia-Montenegro). Cuối những năm 1990, Đài châu Âu Tự do/Đài Tự do đã mở chương trình bằng tiếng Albania cho Kosovo và tiếng Macedonia cho Macedonia. Năm 1995, Đài châu Âu Tự do/Đài Tự do đã chuyển trụ sở đến Praha. Chính quyền Clinton đã cắt giảm hỗ trợ đáng kể và đặt đài dưới sự giám sát của Cơ quan Thông tin Hoa Kỳ. Đài châu Âu Tự do/Đài Tự do kết thúc chương trình phát sóng đến Hungary vào năm 1993 và đã ngừng chương trình phát sóng đến Ba Lan vào năm 1997. Phát sóng đến Cộng hòa Séc được kéo dài trong ba năm theo thỏa thuận với Đài phát thanh Séc. Năm 2004, Đài châu Âu Tự do/Đài Tự do ngừng phát sóng đối với các ban tiếng Estonia, Latvia, Slovakia, Croatia, Montenegro, Bulgaria và Romania. Đó là kết thúc thực sự của Đài châu Âu Tự do khi tất cả các nước châu Âu có chương trình phát thanh ban đầu ngoại trừ Nga đã bị ngưng làn sóng. Đài châu Âu Tự do/Đài Tự do hiện tiến hành các chương trình phát sóng chỉ tại sáu quốc gia châu Âu: Moldavia, Serbia, Bosnia, Montenegro, Macedonia, và Kosovo. Trong khi đó, đài lại mở các chương trình phát sóng đến Iran, Iraq, Afghanistan, và Bắc Kavkaz.

## Đài châu Âu Tự do/Đài Tự do ngày nay

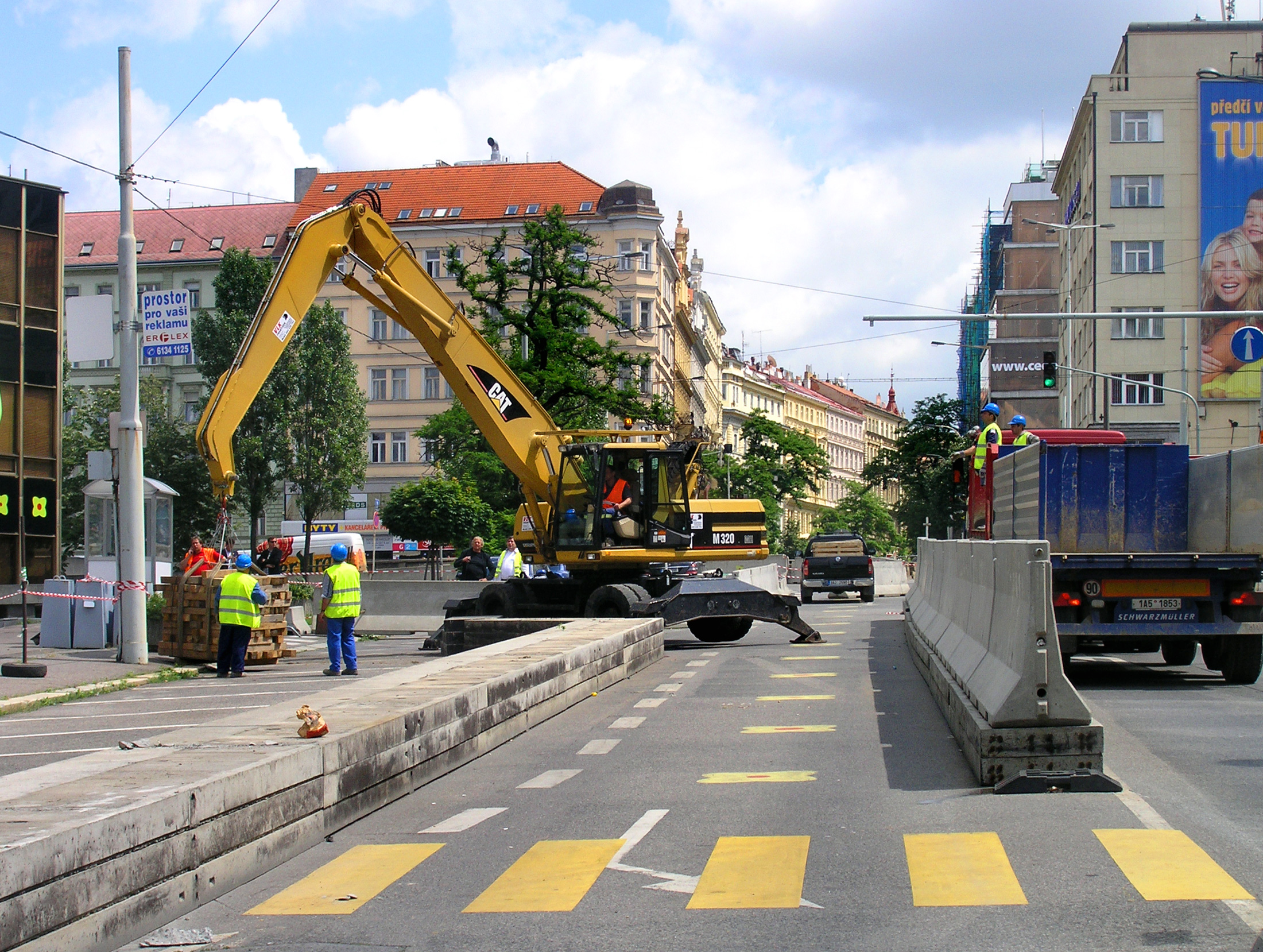
Trụ sở của Đài châu Âu Tự do/Đài Tự do từ 1994–2008 tại Praha, Cộng hòa Séc

Đài châu Âu Tự do/Đài Tự do tuyên bố rằng nhiệm vụ của họ là để phục vụ như là một sự thay thế tự do báo chí ở các nước nơi mà tự do báo chí bị chính phủ cấm đoán hoặc không đầy đủ. Đài duy trì 20 ban ngôn ngữ địa phương, nhưng các chính phủ độc tài thường cố gắng để cản trở hoạt động của đài thông qua một loạt các thủ đoạn, bao gồm cả gây nhiễu sóng, đóng cửa các chi nhánh phát lại chương trình tại địa phương, hoặc tìm kiếm lý do pháp lý để đóng cửa văn phòng. Trong các nước này, Đài châu Âu Tự do/Đài Tự do thường là nguồn đầu tiên và đáng tin cậy nhất về các tin tức trong nước.
An toàn của các nhà báo và dịch giả tự do của Đài châu Âu Tự do/Đài Tự do, vốn là những người thường xuyên mạo hiểm cuộc sống của mình để cung cấp thông tin cho thính giả và độc giả, nhận được sự quan tâm lớn trong suốt lịch sử phát sóng của Đài châu Âu Tự do/Đài Tự do và tiếp tục trở thành một vấn đề lớn như việc các nhà báo bị hăm dọa hay bị khủng bố Đài châu Âu Tự do/Đài Tự do cũng phải đối mặt với một số mối quan tâm về an ninh bao gồm các cuộc tấn công của tin tặc và các mối đe dọa khủng bố nói chung. Sau vụ khủng bố ngày 11 tháng 9 năm 2001, chính quyền Mỹ và Séc đã đồng ý di chuyển trụ sở của Đài châu Âu Tự do/Đài Tự do tại Praha ra khỏi trung tâm thành phố để giảm nguy cơ khủng bố Ngày 19 tháng 2 năm 2009, Đài châu Âu Tự do/Đài Tự do bắt đầu phát sóng từ trụ sở mới nằm ở phía đông của trung tâm thành phố.
Đài châu Âu Tự do/Đài Tự do tiếp tục cuộc đấu tranh với các chế độ độc tài để cho phép truyền thông tự do trong đất nước của họ. Bắt đầu từ 01 tháng 1 năm 2009, Azerbaijan đã áp đặt lệnh cấm lên tất cả các phương tiện truyền thông nước ngoài trên cả nước, bao gồm Đài châu Âu Tự do/Đài Tự do. Kyrgyzstan cũng đã đình chỉ chương trình phát sóng của Đài Azattyk, tức ban tiếng Kyrgyz của Đài châu Âu Tự do/Đài Tự do, yêu cầu rằng chính phủ cần phê duyệt chương trình của đài. Các quốc gia khác chẳng hạn như Belarus, Iran, Turkmenistan, Tajikistan, và Uzbekistan đã cấm tái phát sóng chương trình tại các trạm truyền sóng địa phương, khiến cho thính giả gặp khó khăn khi nghe chương trình của đài.
Năm 2008, Tổng thống Afghanistan Hamid Karzai đã kêu gọi chính phủ của ông cung cấp hỗ trợ cho một nạn nhân bị hãm hiếp sau khi nghe câu chuyện của cô trên Đài Phát thanh Azadi, tức ban Afghanistan của Đài châu Âu Tự do/Đài Tự do. Đài phát thanh Azadi hiện đang là đài phát thanh phổ biến nhất ở Afghanistan, và thính giả Afghanistan viết hàng trăm lá thư tay cho đài mỗi tháng.
Trong tháng 9 năm 2009, Đài châu Âu Tự do/Đài Tự do thông báo rằng họ sẽ bắt đầu phát sóng mới bằng tiếng Pashtun ở khu vực biên giới Afghanistan-Pakistan.
Tháng 10 năm 2009, Đài châu Âu Tự do/Đài Tự do đã mở chương trình phát sóng mỗi giờ một ngày bằng tiếng Nga cho hai khu vực ly khai Nam Ossetia và Abkhazia. Chương trình được gọi là Ekho Kavkaza (Echo của Kavkaz), tập trung vào tin tức địa phương và quốc tế và các vấn đề hiện tại, phối hợp hoạt động với ban tiếng Gruzia của Đài châu Âu Tự do/Đài Tự do.
Ngày 15 tháng 1 năm 2010, Đài châu Âu Tự do/Đài Tự do bắt đầu phát sóng cho các khu vực bộ lạc Pashtun của Pakistan bằng tiếng Pashtun. Ban này được gọi là Đài Phát thanh Mashaal, được thành lập trong nỗ lực để đối phó với các đài phát thanh thổ phỉ có số lượng ngày càng tăng của lực lượng Hồi giáo cực đoan phát sóng ở khu vực biên giới giữa Pakistan và Afghanistan. Những đài phát thanh thổ phỉ này tuyên truyền ủng hộ Taliban cũng như truyền bá các fatwas (sắc lệnh tôn giáo) của các giáo sĩ cấp tiến ủng hộ Taliban. Đài Phát thanh Mashaal có các chương trình phát sóng tin tức địa phương và quốc tế với các bình luận chuyên sâu về chống khủng bố, chính trị, các vấn đề của phụ nữ, và chăm sóc sức khỏe (với trọng tâm về y tế dự phòng). Đài thường xuyên tổ chức các hội nghị bàn tròn để thảo luận và phỏng vấn các lãnh đạo bộ tộc và các nhà hoạch định chính sách tại địa phương để phát trên chương trình.